# La línea de la vida (álbum musical)
La línea de la vida es un álbum del grupo Modestia Aparte perteneciente a la compañía discográfica Polydor, editado en el año 1992 y compuesto por 12 canciones.

## Lista de canciones
| N.º | Título                       | Duración |  |
| 1.  | «Déjame en paz»              |          |  |
| 2.  | «Ella todo lo hace bien»     |          |  |
| 3.  | «María»                      |          |  |
| 4.  | «Bienvenida»                 |          |  |
| 5.  | «Cesa el viento»             |          |  |
| 6.  | «Dime que me quieres»        |          |  |
| 7.  | «Toca el paraíso»            |          |  |
| 8.  | «Dulce veneno»               |          |  |
| 9.  | «No sonrías»                 |          |  |
| 10. | «De qué sirve la magia»      |          |  |
| 11. | «Mi extraña forma de querer» |          |  |
| 12. | «Corazón de luna llena»      |          |  |